# Крючковка
Крючковка — село в Беляевском районе Оренбургской области, административный центр Крючковского сельсовета.

## География
Находится на расстоянии примерно 36 километров по прямой на северо-запад от районного центра села Беляевка.

## Климат
Климат континентальный с холодной часто малоснежной зимой и жарким, сухим летом. Средняя зимняя температура −15,8 °C; Средняя летняя температура +21,2 °C. Абсолютный минимум температур −44 °C. Абсолютный максимум температур +42 °C. Среднегодовое количество осадков составляет 320 мм в год.

## История
Впервые хутор Нахаловка упоминается в 1914 году. Вскоре (к концу 1914 года) село было переименовано в Крючковку, поскольку находилось рядом с имением купца Крючкова. Первопоселенцы были родом с Украины. В 1957 году был основан совхоз имени Ленина.

## Население
Постоянное население составляло 1296 человек в 2002 году (русские 58 %), 1167 человек в 2010 году.